# Innerer Reichsparteitag
Der Begriff innerer Reichsparteitag entstammt der Umgangssprache aus der Zeit des Nationalsozialismus. Die umgangssprachliche Redewendung wurde und wird teils bis heute verwendet, um eine „große Genugtuung“ zu bezeichnen. Während der NS- und in der Nachkriegszeit konnte sie auch spöttische, die NS-Propaganda ironisierende bzw. persiflierende Funktion haben. Als bedeutungsgleich gelten innerer Gauparteitag sowie innerer Vorbeimarsch und die Redewendung jemandem ein Volksfest sein. „Innerer Reichsparteitag“ kann auch eine „private Zelebration rechtsradikalen Gedankenguts“ bedeuten.

## Etymologie
Die Redewendung nimmt auf die Reichsparteitage der Nationalsozialisten Bezug. Bernat Rosner und Frederic C. Tupach zeigen in ihrem autobiografischen Werk An Uncommon Friendship (2001) ihre Verwendung im Zusammenhang mit einer spöttischen Beschreibung des lange nachwirkenden „Glühens“ eines begeisterten Reichsparteitagsteilnehmers und sprechen von einem „Ausdruck, der in diesem Zeitraum weite Verbreitung gewann, um alle Arten von Glückserfahrungen oder -gefühlen zu beschreiben“. Heinz Schreckenberg erklärt die Begriffsentstehung als „Reflex dieser im Rundfunk übertragenen, jeweils eine Woche dauernden, pompösen Veranstaltung“. Dem Erzählforscher Lutz Röhrich zufolge ist die Wendung „es ist mir ein innerer Reichsparteitag“ als eine ironische Verstärkung von „es ist mir ein Vergnügen“ zu verstehen. Die Sprachwissenschaftlerin Ulla Fix verweist darauf, dass die Wendung im Nationalsozialismus zum Ausdruck von politischer Begeisterung üblich war und eben deshalb heute vermieden werden sollte.
Der Begriff wurde von Schülern und Studenten nach 1933 geprägt. Zur Entstehungsgeschichte verweist Christoph Gutknecht auf eine mit der Wendung gewollte Parodie, demnach seien „die Wendungen innerer Reichsparteitag und innerer Vorbeimarsch mit parodistischer Beziehung auf die Nürnberger Nazi-Großaufmärsche aufgekommen“.
Schreckenberg belegt hingegen in seiner Fachpublikation Erziehung, Lebenswelt und Kriegseinsatz der deutschen Jugend unter Hitler (2001) auch die Verwendung des Ausdrucks innerhalb der „Sprache, Jargon und Slang der Hitlerjugend“: „War einem Jugendlichen besonders feierlich zumute, bei einem erhebenden Moment jedweder Art, konnte er sagen: ‚Das ist wie ein innerer Reichsparteitag‘“. Eva Sternheim-Peters spricht in ihrem autobiografischen Bericht Habe ich denn allein gejubelt?: eine Jugend im Nationalsozialismus von einer in der Hitlerjugend üblichen „Floskel“ zur „Aufwertung banaler, aber erfreulicher Ereignisse“.
Die Umgangssprache der Nachkriegszeit verwendete den Begriff in kaum abgewandelter Bedeutung weiter. Er wurde in Wörterbücher für umgangssprachliche Redensarten aufgenommen. Röhrich beschreibt ihn schon zu dieser Zeit als feststehende sprachliche Wendung mit starker Bildhaftigkeit. Allerdings sei die Unterstellung „innerer Reichsparteitage“ auch als Sponti-Spruch spöttisch gegenüber Nationalsozialisten verwendet worden und habe genauso schon während der NS-Diktatur Distanzierung von der Propaganda der Machthaber zum Ausdruck bringen können. Ungeklärt ist, ob die generelle Verwendung des Begriffs in der Nachkriegszeit eine Distanzierung von Nazi-Propaganda impliziere oder nicht. Jürgen Zarusky vom Institut für Zeitgeschichte vertritt die Ansicht, dass per se „weder eine Distanzierung noch eine Identifikation mit NS-Gedankengut“ zum Ausdruck komme.
In geschichtlich-sozialdemokratisch geprägten Kreisen wird der Begriff „innerer Reichsparteitag“ gerne verwendet mit Bezug auf den ersten Nachkriegs-Reichsparteitag der SPD, insbesondere nachdem die SPD von den Nationalsozialisten im Jahr 1933 verboten wurde.
Bis in die Gegenwart findet der Begriff „innerer Reichsparteitag“ gelegentlich noch in deutschsprachigen Pressepublikationen Verwendung, um einen Zustand großer Genugtuung zu beschreiben. Der Duden – Redewendungen und sprichwörtliche Redensarten führt die Formulierung nach einer Aufnahme im Jahr 1992, wo sie bereits als veraltet gekennzeichnet war, seit 2002 nicht mehr.
In der Deutschen Demokratischen Republik wandelte sich der Begriff zu „innerer Parteitag“ und nahm damit in erster Linie auf die Parteitage der SED Bezug.
Auf diese Weise ist heute – im Osten Deutschlands – der „innere Parteitag“ nach wie vor als „spöttisch-sarkastisch“ im Sinne der großen Genugtuung (positiv) besetzt, was auf den Begriff „innerer Reichsparteitag“ nicht gleichermaßen zutrifft. Hier ist nach wie vor von einem östlich-westlich differenzierten Redegebrauch auszugehen: Der „innere Reichsparteitag“ ist – bei dessen Verwendung – ein westlich geprägtes Sprachmuster, das im östlich geprägten (Alltags-)Sprachgebrauch nicht mehr vorkommt und auf Ablehnung stoßen kann.

## Kontroverse
Nennenswerte öffentliche Kritik an der Verwendung kam vor allem in sozialen Netzwerken im Internet auf, als die Fernsehmoderatorin Katrin Müller-Hohenstein in der Halbzeitpause des ersten Gruppenspiels Deutschlands bei der Fußball-Weltmeisterschaft 2010 im Gespräch mit ihrem Co-Kommentator Oliver Kahn äußerte, für Miroslav Klose müsse sein Treffer doch „ein innerer Reichsparteitag“ gewesen sein. Dies zog eine Entschuldigung des übertragenden ZDF nach sich. Hugo Diederich, Mitglied des ZDF-Fernsehrats und Vize-Bundesvorsitzender der Vereinigung der Opfer des Stalinismus, erklärte in Bezug auf Müller-Hohensteins Äußerung: „Wir nehmen es nicht hin, wenn extremistische Terminologie von links oder rechts im öffentlich-rechtlichen Fernsehen verbreitet wird. Das widerspricht dem Staatsvertrag.“
Von verschiedener Seite wurde die Formulierung auch verteidigt.
Das Magazin Focus zitierte den Historiker Eckart Dietzfelbinger vom Dokumentationszentrum Reichsparteitagsgelände in Nürnberg zu dem Vorgang: „Man kann daran sehen, wie tief solche Redewendungen sitzen. Dass diese Phrase sich bis heute hält, zeigt die Wirkungsmächtigkeit der NS-Parteitage.“ Der Vizepräsident des Zentralrates der Juden in Deutschland Dieter Graumann warnte in diesem Zusammenhang vor Hysterie, betonte allerdings auch, es sei „absolut richtig und nötig“, dass die Thematik „problematisiert und kritisch hinterfragt werde“. Der Ausdruck werde „umgangssprachlich viel zu häufig leichtfertig benutzt“.
Da diese prädikative Wortgruppe sprachwissenschaftlich betrachtet stets in einen Zusammenhang gestellt werden muss, um verständlich zu wirken, diskutierten deutsche Kulturredakteure die Zulässigkeit des Begriffs „innerer Reichsparteitag“ in der Folge kontrovers. Tilman Krause sah in der Formulierung beispielsweise keine Sprache der Nationalsozialisten, sondern „vielmehr gerade die Persiflierung des bombastischen Nazi-Jargons, wie er im Dritten Reich gang und gäbe war“, und stufte den Begriff als „Berliner Mutterwitz“ ein. Der Sprachwissenschaftler Christoph Gutknecht merkte hierzu an, dass er sich Krauses Verteidigung der Formulierung „teilweise nicht ganz anschließen“ könne, da diese einen „methodischen Fehler“ enthalte, nämlich dass in der Wendung Ironie und Distanz bei Gebrauch vor 70 Jahren zwar mitschwangen, bei der heutigen Verwendung könne dies jedoch nicht reklamiert werden. Jedoch könne die Wendung einen „Nazi-kritischen Ton“ beinhalten. Für Richard Herzinger sprach vieles dafür, dass sich „die verklärten Erinnerungen an das Flair der Reichsparteitage ins kollektive Unbewusste der Nation eingegraben haben – und sich in einer unreflektiert gebrauchten Redewendung einen Weg an die Oberfläche bahnen“. Manfred Bleskin sah in der Verwendung des Ausspruchs gar „eine besorgniserregende Tendenz zur Verharmlosung der Naziherrschaft“.
Die ost-westlich geprägte Konnotation wurde dabei von der vorgetragenen (im Wesentlichen journalistisch geprägten) Kritik mit wenigen Ausnahmen ausgeblendet, wie deren Assimilierung unter den verschiedenen sozialen Gruppierungen, die zwischen „innerer Parteitag“ und „innerer Reichsparteitag“ unterscheiden.